# Podmolnik
Podmolnik je naselje v Mestni občini Ljubljana. Ime je dobila po bližnjem hribu Molniku (582 m). Sredi vasi pa je osamljen hrib Mareček. Legenda pravi, da je bil na hribu grad, v katerem je živel graščak, ki je bil zelo nasilen in je pobijal podložnike, če niso izpolnili njegovih želja. Ker je moril ljudi, so ga klicali Mureček, zato se hribu reče Mareček. V vasi je bife in frizerski salon.